# Éditions Mélanie Seteun
 (février 2025).
Motif : Sources centrées sur cette maison d'édition associative ?
- Archive Wikiwix
- Bing
- Cairn
- DuckDuckGo
- E. Universalis
- Gallica
- Google
- G. Books
- G. News
- G. Scholar
- Persée
- Qwant
- (zh) Baidu
- (ru) Yandex
- (wd) trouver des œuvres sur Wikidata

| 1. | Préciser le motif de la pose du bandeau. | Précisez le motif de la pose du bandeau en utilisant la syntaxe suivante : {{admissibilité à vérifier\|date=mai 2025\|motif=remplacez ce texte par le motif}}                                |
| 2. | Informer les utilisateurs concernés.     | Pensez à avertir le créateur de l'article, par exemple, en insérant le code ci-dessous sur sa page de discussion : {{subst:avertissement admissibilité à vérifier\|Éditions Mélanie Seteun}} |

 (janvier 2025).
Il peut être nécessaire de l'améliorer pour respecter le principe de neutralité de point de vue. Veuillez consulter la page de discussion pour plus de détails.

(Les Éditions) Mélanie Seteun sont une maison d'édition associative, consacrée à la publication de travaux universitaires en sciences humaines et sociales (quatre collections d'ouvrages) et d'une revue de recherche, Volume ! La revue des musiques populaires, ayant pour objet principal l'analyse des musiques populaires.

## Histoire

### Fondation
L'association est officiellement créée en décembre 1998 par Samuel Étienne (Mélanie Séteun en est une anagramme).
La société est enregistrée à l'INSEE.

## Les collections d'ouvrages

### La collectionMusique et Société

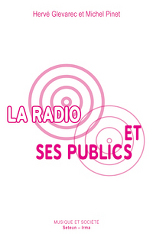

Les Éditions Mélanie Seteun proposent une collection d'ouvrages de sociologie des musiques populaires, Musique et Société, lancée en 1998, désormais distribuée par Les Presses du réel.
La collection est en ligne en libre accès (freemium) sur la plateforme de sciences humaines et sociales OpenEdition Books.
La collection comprend les ouvrages suivants :
- Politiques des musiques populaires au XXIe siècle dirigé par Elsa Grassy et Jedediah Sklower[8], les actes du colloque international "Changing the tune" tenu à l'université de Strasbourg en juin 2013[9],[10] ;
- la Radio et ses publics (2009)[11] ;
- un ouvrage dirigé par Denis-Constant Martin sur la rappeuse Diam's[12] ;
- un ouvrage d'Anne Petiau sur le phénomène de la tecktonik et les danses electro, TechnoMedia[13].
- Stéréo, Sociologie comparée des musiques populaires France-Angleterre (2008), ouvrage franco-britannique dirigé par Hugh Dauncey et Philippe Le Guern[14] ;
- la techno et les free parties, avec Bruyante Techno (1999) d'Emmanuel Grynszpan, et Un maquis techno. Modes d'engagement et pratiques sociales dans la free party (2000) de Sandy Queudrus[15] ;
- la culture et les pratiques metal (2003) et le monde du rock (2006), de Fabien Hein[16] ;

## Autres activités des Éditions Mélanie Seteun

### Réédition numérique de la revueVibrations. Musiques, médias, société
Les Éditions Mélanie Seteun entreprennent  avec Antoine Hennion et Jedediah Sklower de rééditer numériquement de la revue Vibrations. Musiques, médias, société sur le portail Persée.

### Les tournées «GBH+support»
Entre 2004 et 2007, l’association organise le collectif « GBH+support », des tournées de conférences grand public autour des musiques populaires.